# Британские Виргинские Острова на зимних Олимпийских играх 1984
Британские Виргинские острова принимали участие в Зимних Олимпийских играх 1984 года в Сараево (Югославия) в первый раз за свою историю, но не завоевали ни одной медали. Сборную страны представлял единственный конькобежец Эррол Фрейзер.

## Результаты
| Дистанция | Спортсмен     | Результат | Результат |
| Дистанция | Спортсмен     | Время     | Место     |
| --------- | ------------- | --------- | --------- |
| 500 м     | Эррол Фрейзер | 43.47     | 40        |
| 1000 м    | Эррол Фрейзер | 1:30.59   | 42        |